# La Celle, Var
La Celle este o comună în departamentul Var din sud-estul Franței. În 2009 avea o populație de 1.293 de locuitori.

## Evoluția populației
| An        | 1975 | 1982 | 1990 | 1999  | 2006  | 2009  |
| --------- | ---- | ---- | ---- | ----- | ----- | ----- |
| Populație | 543  | 730  | 911  | 1.082 | 1.239 | 1.293 |